# Aeromar
Aeromar, eigentlich Transportes Aeromar, SA de CV, war eine mexikanische Fluggesellschaft aus Mexiko-Stadt.

## Geschichte
Die Fluggesellschaft wurde am 29. Januar 1987 gegründet und nahm am 5. November 1987 ihren Betrieb auf.
Ab 2018 versuchte Avianca, Aeromar zu erwerben oder zusammenzuführen, um „Avianca Mexico“ zu bilden.
Aeromar stellte am 15. Februar 2023 den Betrieb ein. Die Schulden des Unternehmens sollen 300 Mio. Euro betragen.

## Ziele
Geflogen wurden hauptsächlich nationale Routen von dem Flughafen Benito Juárez International aus, international wurde nur McAllen in Texas angeflogen.

## Flotte
Mit Stand Oktober 2022 bestand die Flotte der Aeromar aus 11 Flugzeugen mit einem Durchschnittsalter von 11,1 Jahren:
| Flugzeugtyp | Anzahl | bestellt | Anmerkungen  | Sitzplätze |
| ----------- | ------ | -------- | ------------ | ---------- |
| ATR 42-600  | 05     |          | zwei inaktiv | 48         |
| ATR 72-600  | 06     |          |              | 68         |
| Gesamt      | 11     |          |              |            |

### Ehemalige Flugzeugtypen
- ATR 42-300
- ATR 42-500